# Clément Gosselin
Clément Gosselin (12 juin 1747 – 9 mars 1816) était un menuisier et un officier du régiment de Moses Hazen pendant la révolution américaine.

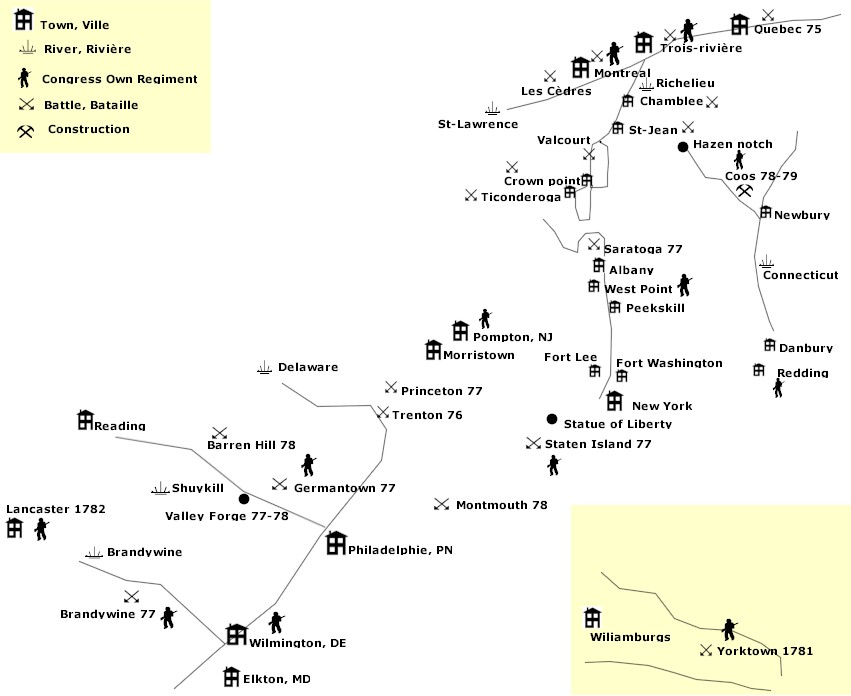
Déplacement de son Régiment

## Jeunesse
Clément Gosselin est né en 1747. Il est le fils de Gabriel Gosselin et de Geneviève Crépeaux.
Au moment de l'invasion britannique en 1759, Clément avait 12 ans. Il était le plus jeune d'une famille nombreuse vivant à Sainte-Famille sur l'île d'Orléans, paroisse située entre celle de Saint-Pierre à l'Ouest et celle de Saint-François à l'Est. C'était un des lieux utilisés par l'armée de James Wolfe. Clément fut pleinement conscient de la guerre autour de lui et connaissait Montcalm[1].

## Âge adulte et labataille de Québec
Il quitta son domicile familial à l'âge de 20 ans pour s’établir à Sainte-Anne-de-la-Pocatière où il possédait une terre au moment de son premier mariage le 22 janvier 1770 avec Marie Dionne. Cinq ans plus tard, lors de l’invasion de la province de Québec par les troupes américaines, Gosselin appuya la cause révolutionnaire. Il compta vraisemblablement parmi les quelque 200 Canadiens qui prirent part à l’attaque, désastreuse pour les Américains, que Richard Montgomery lança contre Québec dans la nuit du 30 au 31 décembre 1775.

## Les événements de la guerre
Clément prit part à l'attaque de la ville de Québec le 31 décembre 1775.
Il se cacha pendant un an entre le printemps 1776 et le printemps 1777.
À l'automne 1777, il fut fait prisonnier et fut libéré six mois plus tard au printemps 1778.
Au printemps 1778 il rejoint son régiment avec son beau-père Germain Dionne et son frère aîné Louis Gosselin.[4]
En octobre 1778, le Congrès établit un plan d'attaque pour prendre le Canada avec les Français.
Le 28 novembre 1778 Clément fit un rapport sur l'état de l'armée Britannique au Canada à Washington.
À l'été 1779, Clément est avec Moses Hazen pour construire une route d'invasion parallèle au lac Champlain.[3]
En 1780 son régiment est envoyé à Albany pour protéger la frontière contre les attaques iroquoises.
En juin 1781, Clément est à Fishkill à l'est du fleuve Hudson, juste en dessous de West Point.
Son régiment reçoit l'ordre de descendre à Yorktown en Virginie dans le Sud.
Le 4 octobre 1781 Clément est envoyé superviser l'aménagement des tranchées, où il sera sévèrement blessé à la jambe.
Clément Gosselin était en prison au Canada au moment de la  bataille de Brandywine auquel son régiment a pris part. Il était toujours en prison pendant Valley Forge qui a suivi cette bataille. Clément rejoindra son régiment au printemps 1778 étant donné que la France venait de se joindre à la guerre en février 1778.

## Le régiment deMoses Hazen
James Livingston à Saint-Jean-sur-Richelieu a constitué le Premier Régiment Canadien pour aider Schuyler et Ethan Allen à prendre Chambly et Saint-Jean en novembre 1775. Moses Hazen essaya de se joindre aux Britanniques de Carleton mais ceux-ci le refusent car il a déjà rencontré l'américain Shuyler. Moses Hazen sera à Québec avec le Premier Régiment Canadien au service des américains. Trois semaines après l'échec de la prise de Québec le 31 décembre 1775 Moses Hazen constitue le Deuxième Régiment Canadien, le 21 janvier 1776.
En mars 1776 Clément Gosselin devient Capitaine de ce deuxième régiment. Clément Gosselin porte un uniforme brun avec des bordures jaunes. Le chapeau du régiment est inspiré des fusiliers Britanniques et est rond avec une bande cylindrique, sur lequel est coller une forme demi-ovale noire. Sur ce chapeau sont brodées les lettres COR pour Congress Own Regiment, le régiment appartenant au Congrès. Cet uniforme était très semblable aux Britanniques qu'ils venaient d'affronter à Québec. Le régiment était un régiment de ligne et se battaient à la manière européenne et non pas comme les rangers qui se battaient dans les bois. [2]

## Blessé à labataille de Yorktown
Le 13 octobre 1781 dans les papiers des ordres généraux de George Washington on peut lire que le régiment de Moses Hazen est assigné aux tranchées pour le siège. C'était 6 jours avant l'attaque finale du 19 octobre 1781. Clément avait cependant été blessé sévèrement à la jambe par des éclats de bois provoqué par un boulet de canon tombé près de lui 9 jours auparavant. C'est donc depuis un brancard qu'il a assisté à l'assaut final et à la parade de son régiment.

## Après la guerre
En janvier 1782 Clément est à Lancaster en Pennsylvanie pour garder les prisonniers de Yorktown. Lancaster est la patrie des Amish. En 1783 Clément est promu Major pour qu'il puisse recevoir une meilleure pension, puis démobilisé. Un an plus tard, l’état de New York donna des terres, sur les bords du lac Champlain, aux vétérans canadiens qui avaient servi dans les troupes du Congrès. Gosselin reçut pour sa part 1000 acres (405 hectares) de terrain dont il se départit peu après, préférant retourner à la pratique de son métier de menuisier qu’il avait exercé avant l’invasion du Québec par les Américains.  Le 15 janvier 1787, à Longueuil, il épousa en secondes noces Charlotte Ouimet, qui mourut en couches l'année suivante. Il se maria pour une troisième fois le 8 novembre 1790 avec Catherine Monty. Décédé le 9 mars 1816, sa tombe se trouve aujourd'hui à Beekmantown, à une heure de Montréal, sur le Lac Champlain.

## Filmographie
- Clément Gosselin, l'espion de Washington, de la série: «Destins», diffusé sur Historia TV, 2007.
- Clément Gosselin est mentionné dans la série-documentaire Le Canada : Une histoire populaire, en 2000.